# Audre Lorde
Audre Geraldine Lorde (Harlem, Nova York, 18 de febrer de 1934 - Saint Croix, Illes Verges Nord-americanes, 17 de novembre de 1992) va ser una escriptora afroamericana, feminista, lesbiana i activista pels drets civils. Com a poeta és especialment coneguda pel domini tècnic i l'expressió emocional amb què expressà ira i indignació per les injustícies civils i socials que va observar al llarg de la seva vida. Els seus poemes i prosa tractaven en gran manera temes relacionats amb els drets civils, el feminisme i l'exploració de la identitat femenina negra. La seva obra més coneguda és La germana, l'estrangera, un llibre d'assaig que conté diversos dels seus escrits més influents en les lluites contra el racisme, el masclisme i l'opressió heretonormativa com són «no hi ha jerarquies en l'opressió» o «les eines de l'amo no destruiran la casa de l'amo».
Després de passar per l'experiència del càncer de mama i reflexionar sobre les discriminacions sofertes per les dones, que se superposen a les d'ètnia i d'orientació sexual i que se sumen a la malaltia, va publicar el 1981 Els diaris del càncer, un text dirigit tant als que n'han viscut o en viuen l'experiència, com a qui acompanya d'altres en el procés.

## Biografia
Audre Lorde va créixer a Harlem, Nova York. Els seus pares, immigrants afrocaribenys de l'illa de Grenada, van ser Gertrude Belmar i Frederick Lorde. Anomenada per ells Audrey Geraldine Lorde, va optar per abandonar la "y" del seu nom de pila, com ho explica en Zami. Una nova manera d'escriure el meu nom. Va ser la menor de tres filles i, al costat de les seves germanes Phyllis i Helen, va créixer escoltant històries de la seva mare sobre les Índies Occidentals. Va aprendre a parlar i a llegir al mateix temps, ensenyada per sa mare. Va escriure el seu primer poema quan anava a primària. Després de graduar-se en Literatura i Filosofia al Col·legi Hunter (1951) va assistir al Hunter College entre 1954-1959.
Va tenir amors lèsbics en la seva joventut i va patir homofòbia en intentar adherir-se a l'associació d'escriptors Harlemn Writers Guild en els anys 50. No es va rendir i va freqüentar els cercles culturals gais de Greenwich Village. Va ser cofundadora de The Kitchen Table-Women of Color Press (Editorial de dones de color La Taula de Cuina) i codirectora del diari lèsbic Chrysalis.
El 1954, va viure a la ciutat de Mèxic i a Cuernavaca, Morelos. Durant aquesta estada va assistir a la Universitat Nacional Autònoma de Mèxic i es va integrar al cercle d'exiliats nord-americans en aquesta segona ciutat. Aquest període va ser un moment d'afirmació i de renovació, que li va permetre confirmar la seva identitat a nivell personal i artístic com a lesbiana i poeta.
El 1961 va rebre el seu Màster de biblioteconomia de la Universitat de Colúmbia. Va treballar durant diversos anys com a bibliotecària. Es va casar el 1962 amb l'advocat Edward Rollins, amb qui va tenir dues filles. La parella es va divorciar el 1970.
Va rebre un subsidi del NEA el 1968 i va ser contractada com a "poeta resident" pel Tougaloo College, on va conèixer qui seria la seva parella durant dinou anys, Frances Louise Clayton.
El 1968 va publicar el seu primer llibre de poesia, The First Cities. El 1978 va començar a treballar com a professora d'anglès, primer en el John Jay College of Criminal Justice de Nova York i després en el Hunter College.
Entre 1984 i 1992 va passar molt temps a Berlín. El 1984 va ser professora convidada a l'Institut F. Kennedy per a Estudis Nord-americans de la Universitat Lliure de Berlín, època en la qual Lorde guanya un important reconeixement a Europa, especialment a Alemanya.
El 1978 se li va diagnosticar un càncer de mama i li van realitzar una mastectomia. Sis anys més tard es va enfrontar a un càncer hepàtic. Sobre la seva experiència amb la malaltia el 1981 va publicar Els diaris del càncer. Va morir el 17 de novembre de 1992 a Saint Croix, on vivia amb la seva parella, Gloria. Abans de la seva mort, durant una cerimònia africana de baptisme, Lorde prendre el nom de Gamba Adisa, que volia dir: "Guerrera: la que fa comprendre".

## Pensament lesbofeminista
Lorde s'identificava com a guerrera, dona, negra, mare, lesbiana, poeta; pugnava per no reduir-se a una d'aquelles identitats, sinó reafirmar-se com a font de força. Va plantejar, entre altres idees, que el racisme, el classisme, el sexisme i l'homofòbia són quatre tipus de ceguesa nascuts de la mateixa arrel: la impossibilitat de reconèixer el concepte de diferència com a força humana dinàmica. Al llarg de la seva vida va assumir la seva poesia i activisme com un treball per confrontar i exposar les injustícies derivades d'aquest tipus de fòbies al que és diferent. En la conferència "Les eines de l'amo no desmunten mai la casa de l'amo", recollida en el llibre La germana, l'estrangera, ha exposat que les pautes derivades de les estructures d'opressió que les dones han incorporat a la seva forma de vida són una forma d'opressió establerta a l'interior.
De la mateixa manera, ha assenyalat que: "Promoure la mera tolerància de les diferències entre les dones és incórrer en el més bast dels reformismes. Suposa negar del tot la funció creativa que les diferències exerceixen en les nostres vides. Les diferències no s'han de considerar amb simple tolerància; per contra, s'han de veure com la reserva de polaritats necessàries perquè salti l'espurna de la nostra creativitat mitjançant un procés dialèctic. Només així deixa de resultar amenaçadora la necessitat de la interdependència. Només el marc de la interdependència de diverses forces, reconegudes en un pla d'igualtat, pot generar la força de buscar noves formes de ser en el món, i el valor i el suport necessaris per actuar en un territori encara per conquistar."